# Chaeteessa nana
Chaeteessa nana är en bönsyrseart som beskrevs av Jantsch 1995. Chaeteessa nana ingår i släktet Chaeteessa och familjen Chaeteessidae. Inga underarter finns listade i Catalogue of Life.